# Tibiodrepanus hircus
Tibiodrepanus hircus là một loài bọ cánh cứng trong họ Bọ hung (Scarabaeidae).